# شوچنگ ژانگ
شوچنگ ژانگ (چینی: 张 首 晟؛ زاده ۱۵ فوریه ۱۹۶۳ - مرگ ۱ دسامبر ۲۰۱۸) یک فیزیکدان چینی-آمریکایی در دانشگاه استنفورد بود. او یک نظریه‌پرداز فیزیک ماده چگال بود که برای کارهای خود را بر روی نارساناهای توپولوژیک، اثر کوانتومی هال، اثر کوانتومی اسپینی هال، اسپینترونیک و ابررسانایی دمای بالا شهرت داشت.

## زندگی‌نامه
ژانگ در سال ۱۹۶۳ در شانگهای چین متولد شد. او در سن ۱۵ سالگی در سال ۱۹۷۸ در دانشگاه فودان پذیرفته شد و در سال ۱۹۸۰ برای ادامه تحصیل به دانشگاه آزاد برلین در برلین غربی رفت و در سال ۱۹۸۳ مدرک کارشناسی خود را دریافت کرد.
او تحصیلات تکمیلی خود را در دانشگاه استونی بروک (دانشگاه ایالتی نیویورک، استونی بروک) به پایان رساند. او پایان‌نامه دکترای خود را زیر نظر پیتر وان نیوونهویزن و در دانشگاه استونی بروک زیر نظر برنده جایزه نوبل چن نینگ یانگ به انجام رساند.
ژانگ در سال ۲۰۱۸ در حالی که از بیماری افسردگی رنچ می‌برد، اقدام به خودکشی کرد و در سن ۵۵ سالگی درگذشت.